# Joan Vintró i Castells
Joan Vintró i Castells (Barcelona, 1953) és un advocat català. Va ser membre del Consell Assessor per a la Transició Nacional. Doctor en Dret per la Universitat de Barcelona. Llicenciat en Filosofia i Lletres (secció d'Història Moderna) per la Universitat de Barcelona. Diplomat en Estudis Polítics (DEA) per l'Institut d'Estudis Polítics de París. Catedràtic de Dret Constitucional de la Universitat de Barcelona. Lletrat del Parlament de Catalunya (actualment -2015- en excedència). Assessor de la Ponència redactora de l'Estatut d'autonomia de Catalunya de 2006. Expert de la Comissió de Venècia del Consell d'Europa en missions a l'Azerbaidjan, Moldàvia, Romania i Rússia. Conferenciant i docent en universitats i centres de diversos països: Universitat de Siena, Institut d'Estudis Polítics de Grenoble, University College de Londres, Universitat d'Essex, Universitat Lliure de Brussel·les, Universitat Mohamed V de Rabat, Universitat de León (Nicaragua), Universitat Centreamericana de Managua, Universitat Nacional de Bogotà. Investigador sobre temes d'institucions polítiques i d'organització territorial de l'Estat. Coordinador amb Mercè Barceló de l'obra Dret Públic de Catalunya publicada l'any 2011.
Va ser el president del Consell de Garanties Estatutàries de Catalunya des del mes de maig de 2022 al juny de 2025.